# Pパイオニア
Pパイオニア（P Pioneer）は、韓国船籍の石油タンカー。2000年に日本の福岡造船で完成。
2013年までサニー・アイリス（Sunny Iris）という名称で旭タンカーのパナマ子会社、Solar Shipping and Tradingにより所有されていた。その後、韓国のPetra Tradingに保有権が移り、日本やフィリピンなどに石油を運ぶタンカーとして活動していた。
韓国政府の2019年4月の発表によると、2017年9月に東シナ海の公海上で北朝鮮のタンカー2隻に計4320トンの軽油を積み替えたとしており、国連安全保障理事会が決定した北朝鮮への制裁に違反した容疑で釜山港で抑留されている。